# Leucósia

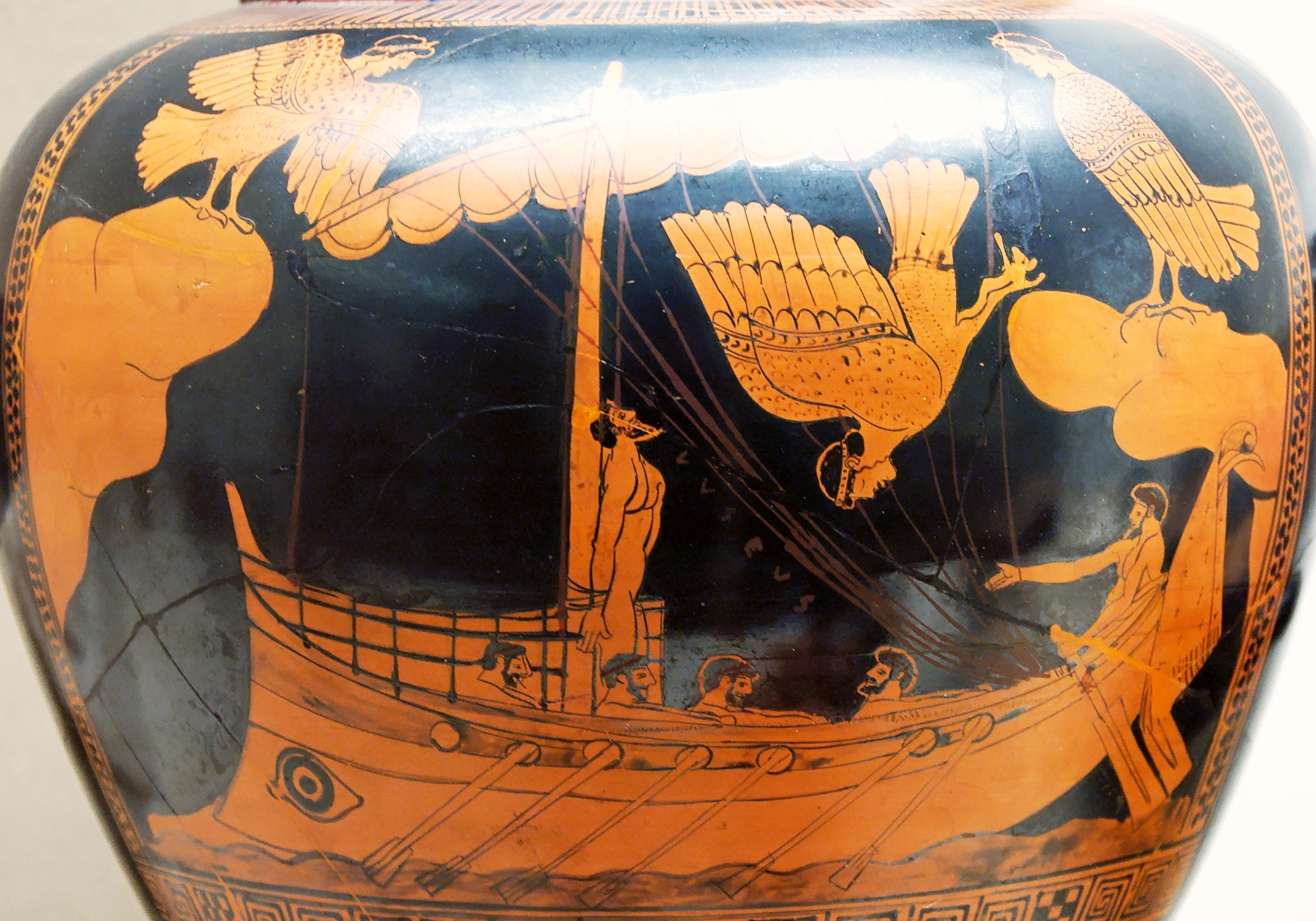
Odysseus e Sirens

Na mitologia grega Leucósia (do grego Λευκωσία: "a branca” ou “a pálida”, de λευκός: “branco"), era uma das sirenes, seres metade ave e metade mulher, filhas do deus-rio Aqueloo e da musa Terpsícore, ou filhas de Aqueloo com Estérope, filha de Portaon e Eurite, filha de Hipodamas. Existem várias versões sobre os nomes das sirenes, algumas delas são Telxiépia, Pisínoe, Agláope, Ligeia e Parténope.
Leucósia é mencionada pelo poeta helenístico Licofrão em seu poema Alexandra, e por Estrabão, que menciona uma ilha chamada Leucósia, hoje chamada de Licosa. 
As sereias habitavam os rochedos entre a ilha de Capri e a costa da Itália. Eram tão lindas e cantavam com tanta doçura que atraíam os tripulantes dos navios que passavam por ali para os navios colidirem com os rochedos e afundarem. Odisseu, personagem da Odisseia de Homero, conseguiu salvar-se porque colocou cera nos ouvidos dos seus marinheiros e amarrou-se ao mastro de seu navio, para poder ouvi-las sem poder aproximar-se.